# Engelbert Vischer
Engelbert Vischer (~ 7. Oktober 1647 in Konzell; † 20. Juli 1723 in Sammarei) war ein bayerischer Zisterzienser und Abt des Klosters Aldersbach.

## Leben
Der in Gossersdorf geborene Engelbert Vischer wurde am 21. Februar 1683 zum Abt des Zisterzienserklosters Aldersbach gewählt. Er förderte die wissenschaftliche Ausbildung im Kloster und verfertigte auch eigene Schriften. In Aldersbach ließ er innerhalb und außerhalb des Klosters verschiedene Gebäude errichten (u. a. einen großen Teil des Dormitoriums) und förderte als Provinzvikar für Bayern und die Oberpfalz die Ordensdisziplin. Bei dem damaligen Fürstbischof von Passau, Kardinal Lamberg, stand er in hohem Ansehen.
Nach 22-jähriger Amtszeit resignierte er 1705 freiwillig und nahm seinen Wohnsitz in Sammarei, zu dessen stattlichem Wallfahrtspriesterhaus er 1690 den Grundstein gelegt hatte. Dort starb er am 20. Juli 1723. Begraben wurde er in Aldersbach.